# Балдж

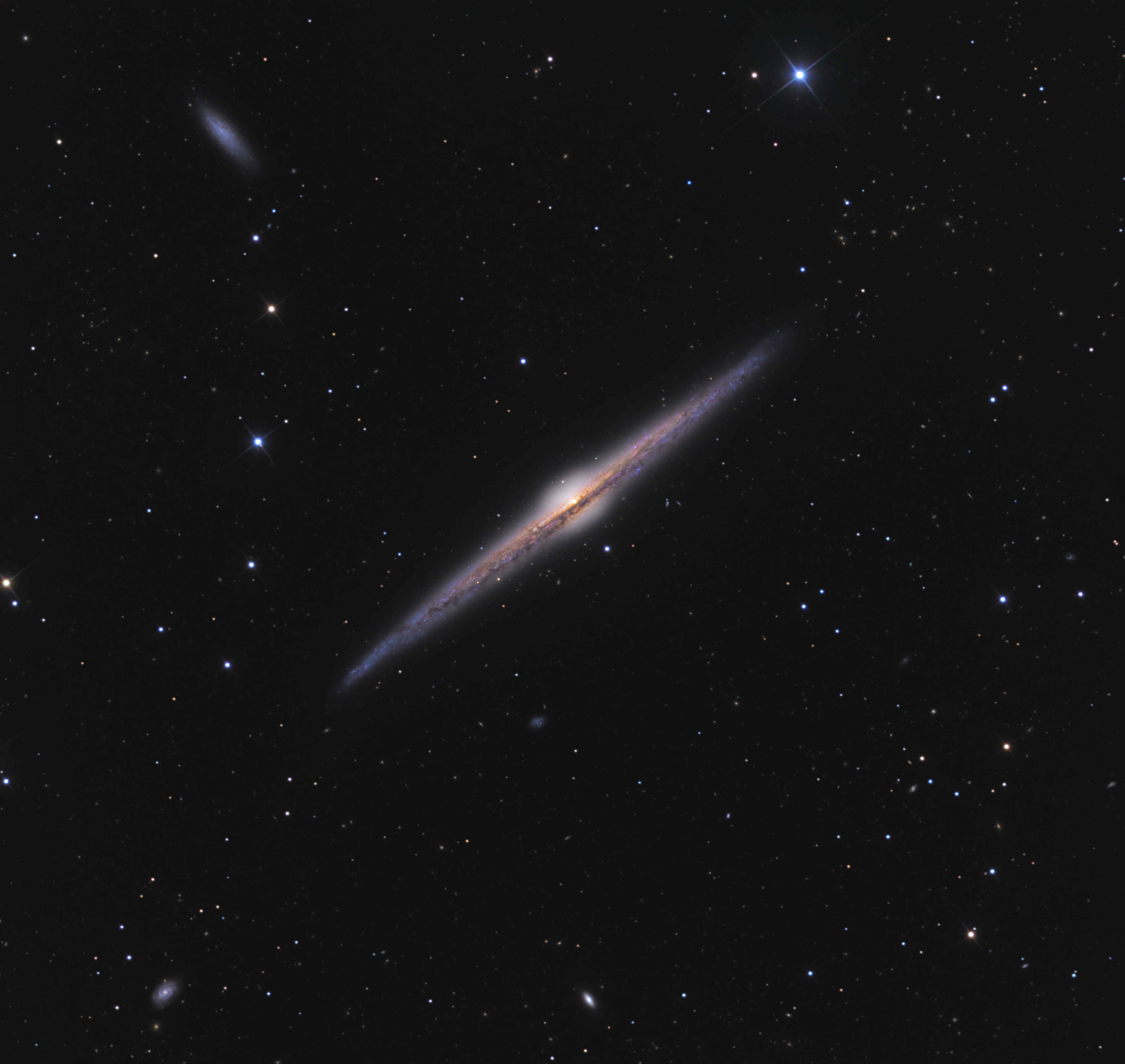
В галактиках, наблюдаемых с ребра, таких, как NGC 4565, балдж выглядит как утолщение в центре диска

Балдж (от англ. bulge — выпуклость, вздутие) — сфероидальное уплотнение из звёзд в центре галактики. Балдж — наиболее яркая часть сферической подсистемы галактики и одна из двух основных структурных составляющих галактики вместе с диском. Балдж состоит в основном из старых звёзд населения II, движущихся по вытянутым орбитам.
Относительная выраженность балджа сильно различается для разных галактик и служит одним из важнейших критериев классификации галактик: например, эллиптические галактики состоят только из сферической подсистемы и не имеют диска, а в неправильных галактиках сферическая подсистема, наоборот, очень слаба. Яркость балджа галактик хорошо описываются законом Серсика.
Балджи могут быть структурами с принципиально разными свойствами, имеющими различную природу. Выделяют три типа балджей: классические балджи, дискообразные балджи (англ. disc-like или disky) и ящикообразные/арахисоподобные балджи (англ. boxy/peanut), причём последние два типа иногда называют псевдобалджами.
В Млечном Пути отсутствует классический балдж, но имеется дискообразный и ящикообразный балджи. Большинство звёзд балджа нашей Галактики старые, с возрастом более 7 миллиардов лет, но наблюдаются и звёзды возрастами 1―5 миллиардов лет и менее 500 миллионов лет, также наблюдаются молодые и яркие звёздные скопления, такие как скопление Арки.

## Описание и характеристики

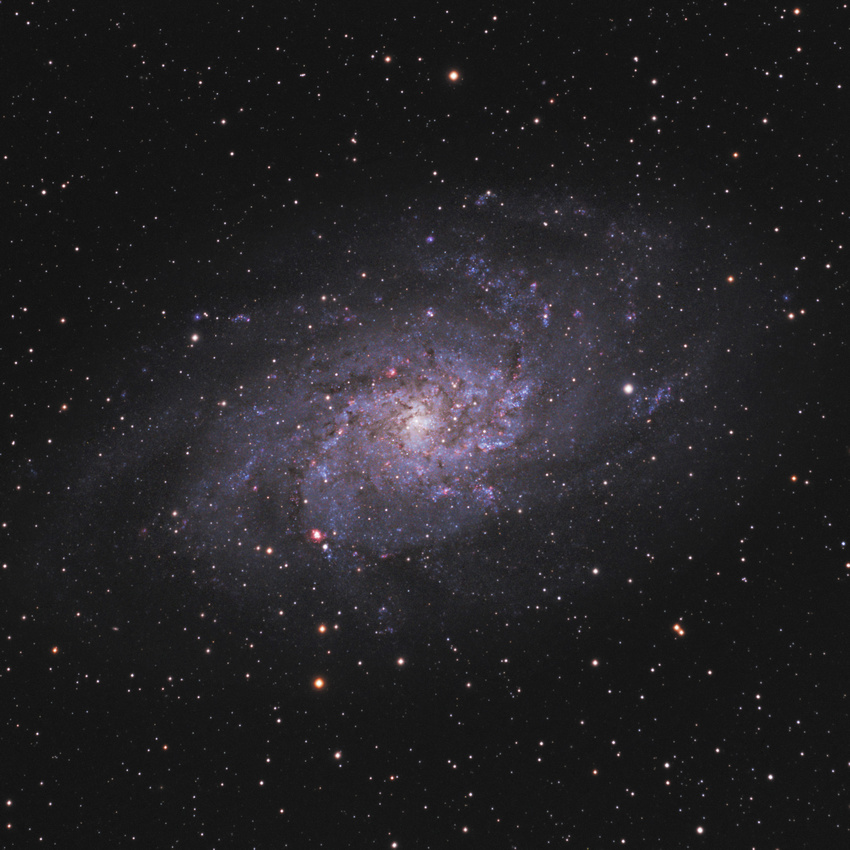
В Галактике Треугольника балдж практически отсутствует

Балдж (от англ. bulge — выпуклость, вздутие) — сфероидальное уплотнение из звёзд в центре галактики. Балдж является наиболее яркой частью сферической подсистемы галактики: к ней также относится внешнее, более тусклое галактическое гало. Граница между этими частями условна, размер типичного балджа — от сотен парсек до нескольких килопарсек. Балдж и диск — две основных составляющих структуры галактик, причём у разных галактик их относительная яркость сильно различается (см. ниже). Балджи галактик по характеристикам похожи на эллиптические галактики тех же размеров.
Звёзды в балджах вращаются по сильно вытянутым орбитам: дисперсия скоростей звёзд в них велика, а скорость вращения балджей мала. В балджах, как и в гало, звёзды преимущественно старые и относятся к населению II, но в балджах также присутствуют и более молодые звёзды населения I, что свидетельствует о недавнем звездообразовании в балджах. Звёзды балджей имеют значительно бо́льшую металличность, чем звёзды гало, кроме того, у звёзд балджа этот показатель занимает бо́льший диапазон значений.

### Классификация галактик
Наличие и относительная выраженность балджа — один из критериев классификации галактик. Так, эллиптические галактики состоят только из сферической подсистемы и не имеют диска, в линзовидных и спиральных галактиках в той или иной степени выражены и балдж, и диск, а в неправильных галактиках сферическая подсистема очень слаба.
Спиральные галактики делятся на подтипы — от более ранних к более поздним — Sa, Sb, Sc и Sd с промежуточными значениями S0a, Sab, Sbc, Scd. Галактику относят к какому-либо из этих подтипов по нескольким критериям, в том числе и по выраженности балджа — в среднем, чем позднее тип спиральной галактики, тем меньше относительная светимость балджа и тем более раскрытые и клочковатые у неё спиральные рукава. Линзовидные галактики, обозначаемые как S0, не имеют спиральных рукавов, но балджи в них выражены в среднем сильнее, чем в спиральных галактиках.

### Поверхностная яркость

Профиль поверхностной яркости галактики M 31. Точками отмечены наблюдательные данные. В модельном профиле яркости, обозначенном сплошной линией, вклад балджа показан красной пунктирно-точечной линией

Зависимость поверхностной яркости {\displaystyle I} от расстояния до центра {\displaystyle R} для различных компонент галактики описывают законом Серсика:
{\displaystyle \ln(I/I_{0})=-(R/R_{0})^{1/n}}
В этой формуле {\displaystyle I_{0}} — поверхностная яркость в центре, а {\displaystyle R_{0}} — характерный радиус. Для большинства балджей подходят {\displaystyle 1<n<4}, причём {\displaystyle n} в среднем увеличивается с ростом светимости балджа. Закон Серсика при {\displaystyle n=1} переходит в экспоненциальное распределение и описывает балджи с невысокой светимостью, а для наиболее ярких балджей, как и для эллиптических галактик, подходит {\displaystyle n=4}, при котором закон Серсика переходит в закон де Вокулёра.

## Типы балджей
Балджи могут быть структурами с принципиально разными свойствами, имеющими различную природу. Выделяется три типа балджей: классические балджи, дискообразные балджи (англ. disc-like или disky) и ящикообразные/арахисоподобные балджи (англ. boxy/peanut). Иногда балджи последних двух типов называют псевдобалджами. В отдельно взятой галактике могут одновременно наблюдаться балджи разных видов.

### Классические балджи
Классические балджи по характеристикам наиболее похожи на эллиптические галактики. Такие балджи чаще всего встречаются у галактик ранних типов, например, у галактики Сомбреро, и становятся реже у галактик более поздних типов (см. выше). Профили яркости классических балджей описываются законом де Вокулёра.
Считается, что эти объекты формируются при гравитационном коллапсе, который сопровождает возникновение галактики, ещё до того, как формируется диск, либо при слияниях галактик. В численных моделях слияний воспроизводятся балджи, профиль яркости которых соответствует закону де Вокулёра. Образование таких балджей происходит при очень быстром звездообразовании, поэтому звёзды в балджах сильно обогащены элементами, возникающими при альфа-процессе.

### Дискообразные балджи
Дискообразные балджи также выделяются по яркости над диском, распределение яркости которого экспоненциальное, но по различным характеристикам они сами похожи на диски. В них преобладает вращение, а не дисперсия скоростей, они имеют практически такую же плоскую форму — отношение осей может быть малым, вплоть до 0,3. Их распределение яркости также может быть близким к экспоненциальному. Нередко в них наблюдается пыль, молодые звёзды и может идти достаточно быстрое звездообразование. Дискообразные балджи из-за их формы трудно наблюдать в галактиках, видимых с ребра.
Считается, что дискообразные балджи в основном образуются в результате вековой эволюции галактик, при наличии нестабильностей в диске, например, баров или спиральных рукавов. Указанные структуры перераспределяют момент импульса внутри галактики, из-за чего звёзды и газ в галактике сосредотачиваются в центре её диска и образуется балдж, который сохраняет некоторые кинематические свойства диска. Благодаря активному звездообразованию балдж формируется довольно эффективно — за несколько миллиардов лет может образоваться балдж массой в миллиард масс Солнца.

### Ящикообразные балджи
Ящикообразные балджи, также называемые коробкообразными или арахисоподобными, по своей природе и параметрам являются барами, которые просуществовали на протяжении нескольких оборотов галактики, и наблюдаются в галактиках, видимых с ребра. При этом такие же структуры, наблюдаемые не из плоскости диска, выглядят как обычные бары. У ящикообразных балджей наблюдается повышенная яркость вдоль биссектрис к большой и малой оси эллипса, описывающего их форму, поэтому они могут быть похожи на арахис, иметь прямоугольную или даже X-образную форму, что и обуславливает их название. Из-за природы таких объектов иногда считают, что называть их балджами ошибочно.
Через несколько оборотов галактики после возникновения бара звёзды в нём приобретают компоненту скорости, перпендикулярную плоскости диска, в результате чего бар утолщается. В галактиках, наблюдаемых с ребра, такие бары выглядят как центральное утолщение и похожи на балджи. Хотя возникновение ящикообразного балджа может сопровождаться активизацией звездообразования, такие структуры содержат в основном звёзды, сформировавшиеся задолго до появления балджа.

Галактика Сомбреро обладает классическим балджем
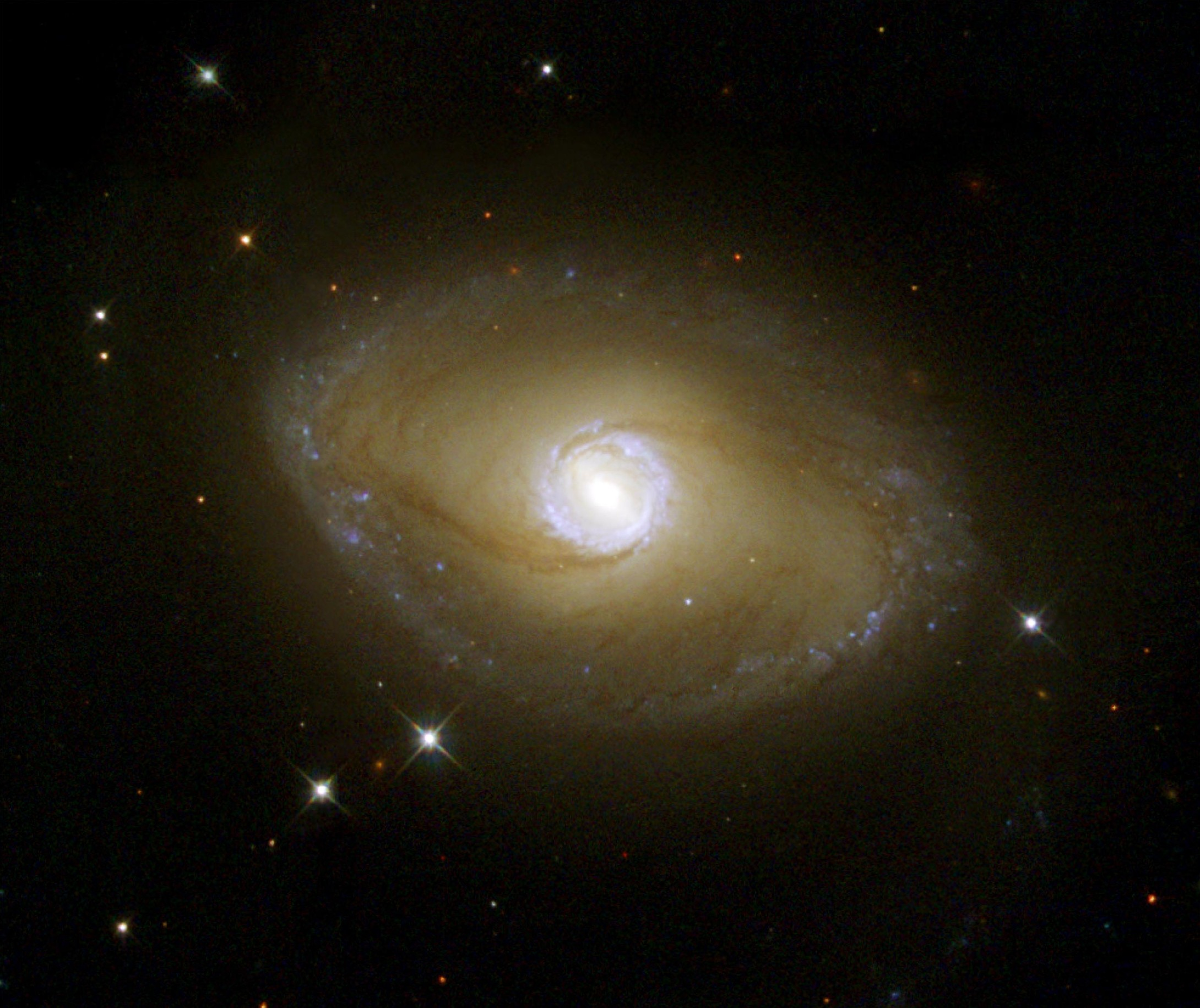
Галактика NGC 6782 имеет дискообразный балдж
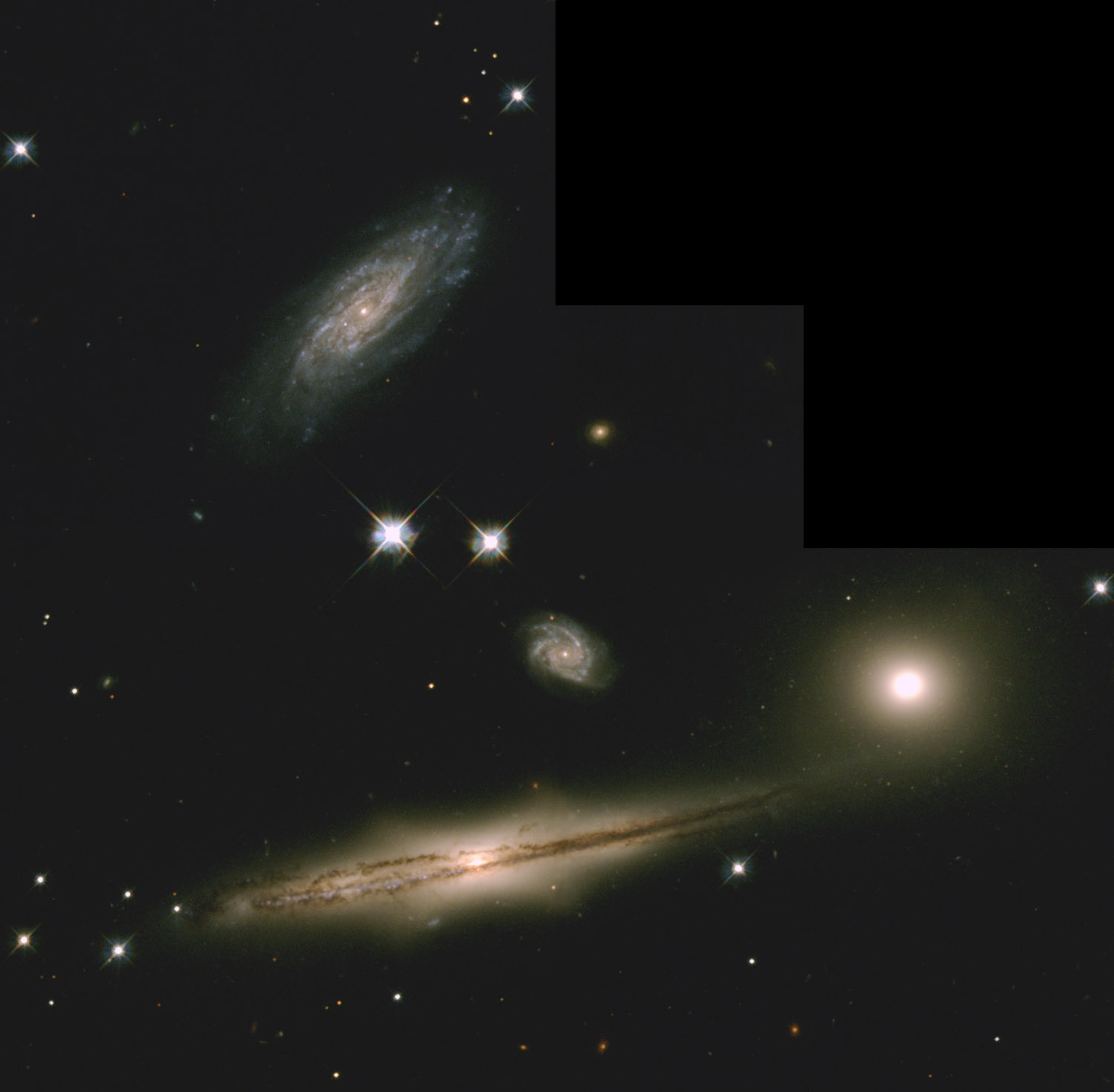
Ящикообразный балдж отчётливо виден в галактике ESO 597-G036 (внизу)

## Балдж Млечного Пути

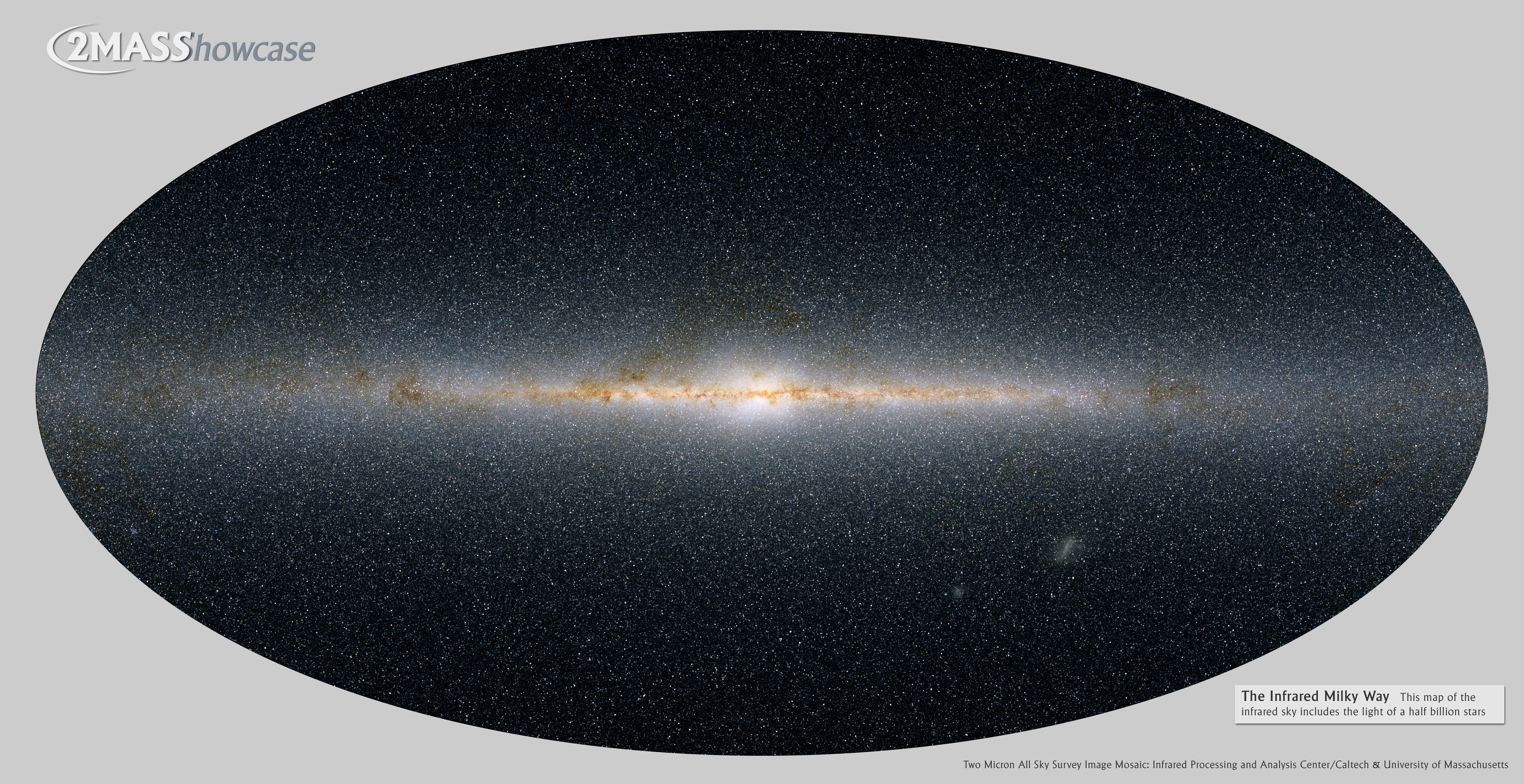
Млечный Путь в обзоре 2MASS

Наша Галактика не имеет классического балджа, но обладает двумя псевдобалджами — ящикообразным и дискообразным. Первый представляет собой бар (см. выше), наблюдаемый практически с конца — угол между осью бара и направлением на него составляет 25°. Из-за того, что расстояние от Земли до ближнего и до дальнего концов бара значительно различается, он выглядит асимметричным. Второй — небольшой дискообразный балдж с идущим в нём звездообразованием, находящийся внутри первого.
Большинство звёзд в балдже старые, с возрастом более 7 миллиардов лет, но наблюдаются и звёзды возрастами 1―5 миллиардов лет и менее 500 миллионов лет, также наблюдаются молодые и яркие звёздные скопления, такие как скопление Арки. Размер балджа составляет 3,5 килопарсека. Металличность звёзд балджа Млечного Пути варьируется от −1,8 до 0,2 и он обогащён альфа-элементами.
Масса дискообразного балджа составляет 3 % от звёздной массы галактики, а его характерная толщина ― 45 парсек, для ящикообразного эти показатели составляют соответственно 28 % и 200 парсек. По параметрам балджей и по структуре в целом Млечный Путь схож с галактиками NGC 4565 и NGC 5746.

### Комментарии
1. ↑  Альфа-элементы в основном производятся в массивных звёздах, которые быстро заканчивают свою эволюцию — межзвёздная среда начинает обогащаться ими через 10 миллионов лет после начала вспышки звездообразования, что очень мало по сравнению с длительностью процессов в галактиках. Другие химические элементы, такие как железо, возвращаются в межзвёздную среду за гораздо больший срок, поэтому звёзды, которые образуются в короткой вспышке звездообразования, успевают обогатиться альфа-элементами, но не железом и некоторыми другими элементами[13].